# HD29870
HD29870 — подвійна зоря. 
Ця подвійна система має видиму зоряну величину в смузі V приблизно 6,9.
Вона розташована на відстані близько 462,0 світлових років від Сонця.

## Подвійна зоря
Головна зоря цієї системи належить до хімічно пекулярних зір й має спектральний клас F0.
Інша компонента має  спектральний клас d.